# Live at Budokan: Red Night & Black Night Apocalypse
Live at Budokan: Red Night & Black Night Apocalypse — это третий концертный видеорелиз японской каваии-метал группы Babymetal. Он содержит два концерта, проведённых в Ниппон Будокан вскоре после выхода одноименного дебютного альбома группы, и был выпущен 7 января 2015 года в стандартном издании и ограниченном бокс-сете исключительно для членов фан-клуба «The One».
Live at Budokan: Red Night & Black Night Apocalypse занял первое место в чарте Oricon Blu-ray. Babymetal стала самой молодой женской группой, возглавившей чарт.

## Предыстория и проведение
Впервые о концертах в «Ниппон Будокан» было объявлено на шоу Legend «1997» Su-metal Seitansai 21 декабря 2013 года в связи с анонсом одноимённого дебютного альбома группы Babymetal. Билеты были доступны до 24 декабря 2013 года на официальном сайте группы и фансайте «Babymetal Apocalypse Web». Билеты на первое шоу продавались вместе с шейными корсетами, и около 10 000 фанатов посетили первый концерт в них. На концерте присутствовал вокалист Black Sabbath Оззи Осборн.

10 ноября 2014 года было объявлено о выпуске аудиозаписей и релизов шоу в нескольких форматах: 2-DVD и Blu-ray релизы обоих шоу, CD-релиз первого шоу, и эксклюзивный бокс-сет фан-клуба «The One» — «Budo-can» с видео и CD-релизом второго шоу. Релиз всех форматов был назначен на 7 января 2015 года. 19 декабря 2014 года на YouTube был опубликован трейлер, содержащий кадры из шоу.

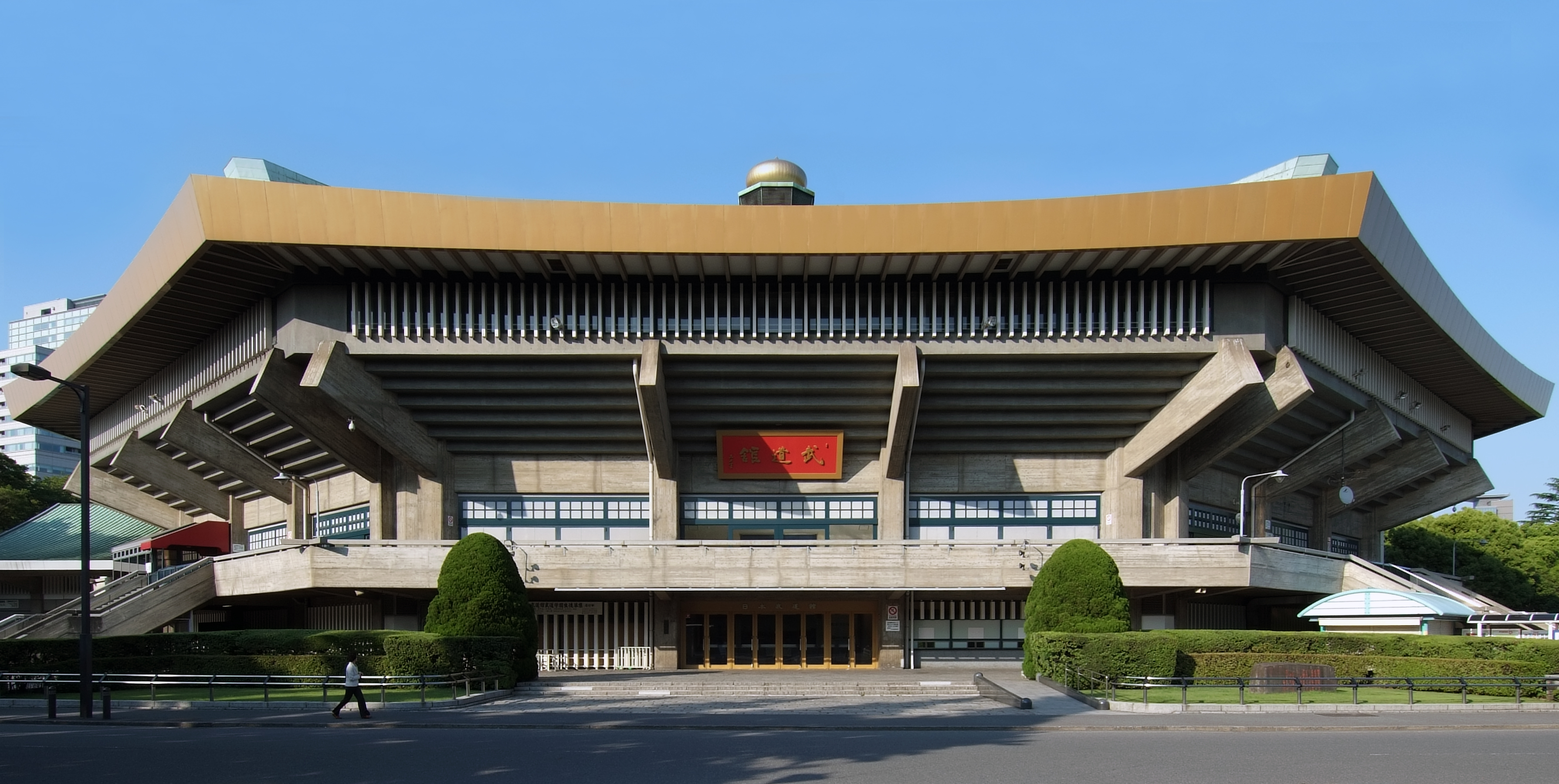
При среднем возрасте 14,6 лет Babymetal стали самой молодой группой, выступавшей в «Ниппон Будокан».

Место проведения состояло из восьмиугольной сцены в центре Будокана, с потолка которой свисали телевизионные мониторы. Вокруг сцены располагались четыре круглые сцены, соединённые с главной сценой подиумами.
Во время первого шоу зрителям раздали шейные корсеты для фестиваля корсетов и попросили не снимать их во время представления, а сами зрители во время представления могли только стоять. Во время второго шоу представление выглядит более театральным, контрастируя с более прямолинейным шоу первого дня.
После несчастного случая во время исполнения песни «Headbangeeeeerrrrrrrr!!!!!» в первый день, когда Yuimetal упала с подиума сцены, в Twitter было опубликовано сообщение, подтверждающее, что с Yuimetal все в порядке. Сцена второго дня осталась в основном такой же, но были добавлены барьеры вдоль подиумов, ведущих к сцене.

## Содержание
Выступление 1 марта под названием «Red Night» начинается с затемнения сцены. На экране над сценой появляется менеджер группы Kobametal, который объявляет: «В этом живом выступлении не будет ни MC, ни бисов. Оно начнётся, когда вы наденете свои корсеты.», и на сцене появляются члены группы Kami Band, исполняющие всю музыку вживую. Он также поясняет, что это шоу отличается от шоу — Legend «Corset Festival», исполненного в Meguro Rock May Kan в предыдущем году, называя нынешнее шоу Legend «Corset Festival Extra». В конце повествования многократно повторяется строка «кицунэ кицунэ». Три участника группы поднимаются на главную сцену по трём круговым ступеням, после чего звучит первая песня «Megitsune». Во время исполнения «Doki Doki ☆ Morning» и «Gimme Chocolate!!!» зрители образуют мошинговые круги. «iine!» сопровождается лазерными огнями и совместным хэдбэнгом во время брейкдауна. «Catch Me If You Can» предваряется соло перформансом Kami Band, а после «Uki Uki ★ Midnight» следует соло-песня Su-metal «Rondo of Nightmare». Далее Black Babymetal исполняют свои песни «Onedari Daisakusen» и «Song 4», после чего снова следует соло-песня Su-metal — «Akatsuki». Далее звучит песня «Babymetal Death», после которой арена скандирует «Death!». Однако во время исполнения второй половины песни «Headbangeeeeeerrrrrrr!!!!!» Yuimetal оставались вне поля зрения зрителей, после падения с помоста. После этого место действия на несколько минут становится тёмным, и происходит переход к исполнению финальной песни «Ijime, Dame, Zettai». Yuimetal возвращается и с ней всё в порядке, но во время бега по окружности сцены поскользнулась и упала уже Moametal. Шоу заканчивается криком трёх участниц «We are!», а зрители отвечают «Babymetal!».
Выступление 2 марта с подзаголовком «Black Night» начнётся с видеопролога, повествующего о начале легенды «Судный день», после группа начинает концерт с песни «Babymetal Death». На мостике во время исполнения песни «Iine!» Su-metal показывает слово «Doomsday». Далее группа исполняет «Kimi to Anime Ga Mitai — Answer for Animation With You», где три участницы танцуют на высокой скорости по всей сцене. После песен Black Babymetal «Onedari Daisakusen» и «Song 4», повествование рассказывает историю девушки-воина, после чего Su-metal исполняет балладу «No Rain, No Rainbow», а также «Akatsuki». Далее группа исполняет «Catch Me If You Can», и в конце «Ijime, Dame, Zettai». Когда группа закончила последнюю песню, сцена на некоторое время потемнела, до тех пор, пока не началась песня «Doki Doki ☆ Morning», что было интерпретировано как возвращение группы к своим корням. В конце финальной песни «Headbangeeeeerrrrr!!!!!», Su-metal ударяет в гонг, и аудиоэпилог объясняет, что 1-й Эпизод Metal Resistance в Японии завершился, и группа продолжит выступать за рубежом. На сцене участников группы называют по именам, укладывают в индивидуальные гробы и поднимают в небо, а на экране появляется реклама концертов Legend «Y» и Legend «M» в Европе, посвящённых дням рождения Мидзуно и Кикути соответственно.

## Реакция
Live at Budokan: Red Night & Black Night Apocalypse дебютировал на третьем и первом местах в еженедельных чартах Oricon на DVD и Blu-ray, соответственно, за неделю 19 января 2015 года, с продажами первой недели около 17 000 копий Blu-ray. Помимо того, что группа выпустила свой первый Blu-ray релиз, три участницы стали самыми молодыми исполнительницами (средний возраст 15,7 лет), возглавившими чарт, обогнав Momoiro Clover Z’s Momoiro Christmas 2011: Saitama Super Arena Taikai в 2012 году (возраст 16,6 лет). Видео также заняло те же позиции в субчартах музыкальных видеоклипов на той же неделе.

## Список композиций
| №                   | Название                                           | Текст песни                              | Длительность |
| ------------------- | -------------------------------------------------- | ---------------------------------------- | ------------ |
| 1.                  | «Megitsune» (メギツネ)                             | Mk-metal Norimetal                       | 8:57         |
| 2.                  | «Doki Doki ☆ Morning» (ド・キ・ド・キ☆モーニング)  | Nakametal Norizō Motonari Murakawa       | 4:03         |
| 3.                  | «Gimme Chocolate!!» (ギミチョコ！！)               | Mk-metal Kxbxmetal Takeshi Ueda          | 3:58         |
| 4.                  | «Iine!» (いいね！)                                 | Nakata Caos Mish-Mosh                    | 4:17         |
| 5.                  | «Catch Me If You Can»                              | Edometal Narasaki                        | 5:54         |
| 6.                  | «Uki Uki ★ Midnight» (ウ・キ・ウ・キ★ミッドナイト) | Ryu-metal Fuji-metal Nakata Caos Team-K  | 3:40         |
| 7.                  | «Mischiefs of Metal Gods» (Kami Band instrumental) |                                          | 3:22         |
| 8.                  | «Rondo of Nightmare» (悪夢の輪舞曲)                | Yuyoyuppe                                | 3:36         |
| 9.                  | «Onedari Daisakusen» (おねだり大作戦)              | Nakata Caos Ryu-metal Fuji-metal Team-K  | 3:42         |
| 10.                 | «Song 4» (4の歌)                                   | Black Babymetal                          | 6:01         |
| 11.                 | «Akatsuki» (紅月 -アカツキ-)                       | Nakametal Tsubometal                     | 5:31         |
| 12.                 | «Babymetal Death»                                  | Kitsune of Metal God                     | 5:52         |
| 13.                 | «Headbangeeeeerrrrr!!!!!» (ヘドバンギャー！！)     | Edometal Nakametal Narasaki              | 6:03         |
| 14.                 | «Ijime, Dame, Zettai» (イジメ、ダメ、ゼッタイ)     | Nakametal Tsubometal Kxbxmetal Takemetal | 11:24        |
| Общая длительность: | Общая длительность:                                | Общая длительность:                      | 76:20        |

| №                   | Название | Текст песни                              | Длительность |
| ------------------- | --- | ---------------------------------------- | ------------ |
| 1.                  | «Babymetal Death»                                                                                            | Kitsune of Metal God                     | 7:15         |
| 2.                  | «Iine!» (いいね！)                                                                                           | Nakata Caos Mish-Mosh                    | 4:17         |
| 3.                  | «Kimi to Anime Ga Mitai – Answer for Animation With You» (君とアニメが見たい～Answer for Animation With You) | Kiba of Akiba                            | 4:02         |
| 4.                  | «Onedari Daisakusen» (おねだり大作戦)                                                                        | Nakata Caos Ryu-metal Fuji-metal Team-K  | 4:57         |
| 5.                  | «Song 4» (4の歌)                                                                                             | Black Babymetal                          | 5:54         |
| 6.                  | «No Rain, No Rainbow»                                                                                        | Yoshifu-metal Mk-metal Nakametal         | 5:17         |
| 7.                  | «Akatsuki» (紅月 -アカツキ-)                                                                                 | Nakametal Tsubometal                     | 5:37         |
| 8.                  | «Catch Me If You Can»                                                                                        | Edometal Narasaki                        | 5:54         |
| 9.                  | «Uki Uki ★ Midnight» (ウ・キ・ウ・キ★ミッドナイト)                                                           | Ryu-metal Fuji-metal Nakata Caos Team-K  | 3:41         |
| 10.                 | «Gimme Chocolate!!» (ギミチョコ！！)                                                                         | Mk-metal Kxbxmetal Takeshi Ueda          | 4:03         |
| 11.                 | «Mischiefs of Metal Gods» (Kami Band instrumental)                                                           |                                          | 3:22         |
| 12.                 | «Rondo of Nightmare» (悪夢の輪舞曲)                                                                          | Yuyoyuppe                                | 3:39         |
| 13.                 | «Megitsune» (メギツネ)                                                                                       | Mk-metal Norimetal                       | 5:23         |
| 14.                 | «Ijime, Dame, Zettai» (イジメ、ダメ、ゼッタイ)                                                               | Nakametal Tsubometal Kxbxmetal Takemetal | 10:02        |
| 15.                 | «Doki Doki ☆ Morning» (ド・キ・ド・キ☆モーニング)                                                            | Nakametal Norizō Motonari Murakawa       | 5:50         |
| 16.                 | «Headbangeeeeerrrrr!!!!!» (ヘドバンギャー！！)                                                               | Edometal Nakametal Narasaki              | 16:17        |
| Общая длительность: | Общая длительность:                                                                                          | Общая длительность:                      | 95:30        |

## Персоналии
Описание взято из буклета Live at Budokan: Red Night & Black Night Apocalypse.
- Su-metal (Судзука Накамото) — основной и бэк-вокал, танцы
- Yuimetal (Юи Мидзуно) — основной и бэк-вокал, танцы
- Moametal (Моа Кикути) — основной и бэк-вокал, танцы

## Чарты
| Чарт (2015)                                                 | Наивысшая позиция |
| ----------------------------------------------------------- | ----------------- |
| Japanese DVD (Oricon)                                       | 3                 |
| Japanese Music DVD (Oricon)                                 | 3                 |
| Japanese Blu-ray (Oricon)                                   | 1                 |
| Japanese Music Blu-ray (Oricon)                             | 1                 |
| Великобритания UK Music Video DVD (Official Charts Company) | 14                |

| Чарт (2015)                 | Наивысшая позиция |
| --------------------------- | ----------------- |
| Japanese DVD (Oricon)       | 2                 |
| Japanese Music DVD (Oricon) | 2                 |
| Japanese Blu-ray (Oricon)   | 1                 |

## История релизов
| Регион | Дата            | Формат               | Лейбл                                     | Издание(я)                                                  | Каталог               | Прим.  |
| ------ | --------------- | -------------------- | ----------------------------------------- | ----------------------------------------------------------- | --------------------- | ------ |
| Япония | 7 января 2015   | DVD Blu-ray          | BMD Fox Records Toy's Factory Amuse, Inc. | Стандартное                                                 | TFBQ-18161 TFXQ-78119 | [ 17 ] |
| Япония | 7 января 2015   | DVD, CD Blu-ray, CD  | BMD Fox Records Toy's Factory Amuse, Inc. | Лимитированное «Budo-can»                                   | PPTF-8074             | [ 18 ] |
| Мир    | 7 января 2015   | Цифровая дистрибуция | Amuse, Inc.                               | Стандартное (Red Night Apocalypse и Black Night Apocalypse) | н/д                   | [ 19 ] |
| Мир    | 31 января 2015  | Стиминговые сервисы  | Amuse, Inc.                               | Стандартное (Red Night Apocalypse и Black Night Apocalypse) | н/д                   | [ 20 ] |
| Европа | 30 октября 2015 | DVD Blu-ray          | earMusic                                  | Стандартное                                                 | EMU0210724 EMU0210725 | [ 21 ] |

## Live at Budokan: Red Night
Live at Budokan: Red Night — это первый концертный альбом группы Babymetal. Альбом был выпущен в Японии 7 января 2015 года под лейблами BMD Fox Records и Toy’s Factory, а в Европе 30 октября 2015 года earMusic. В альбом вошли аудиозаписи с первого живого выступления в Ниппон Будокан 1 марта 2014 года.

### Предыстория
Live at Budokan: Red Night было анонсирован вместе с видеорелизом Live at Budokan: Red Night & Black Night Apocalypse 10 ноября 2014 года. Альбом содержит аудиозаписи, взятые с хедлайнерского шоу группы Red Night — Legend «Corset Festival Extra» Tenkaichi Metal Budokai Final 1 марта 2014 года в Ниппон Будокан. Мастеринг альбома выполнил обладатель премии «Грэмми» Тед Дженсен в Sterling Sound, Нью-Йорк. Дженсен хотел спродюсировать альбом таким образом, чтобы насладиться живым ощущением присутствия на концерте.
В Японии покупатели лимитированных изданий альбома получили музыкальную карту с кодом для бесплатной загрузки песни «Road of Resistance» из iTunes Store или Recochoku. Премьера песни состоялась на концерте в Лондоне, а позже было объявлено о сотрудничестве с гитаристами DragonForce Германом Ли и Сэмом Тотманом. Позднее альбом был выпущен в нескольких форматах в Европе и Великобритании 30 октября 2015 года, включая ограниченное издание, в которое входил DVD с записью Live at Budokan: Red Night Apocalypse, и виниловом формате 25 августа 2021 года в честь десятилетнего юбилея группы.

### Реакция
Live at Budokan: Red Night был положительно оценён Billboard Japan, они заявили, что работа подчёркивает талант исполнителей, а не привлекательность идолов, характерную для Babymetal. Альбом похвалили за «живое» звучание гитар и барабанов, а также за вокал трёх участниц, особенно вокалистки Накамото, отметив, что хотя в некоторых частях работы вокал был неровным, это компенсировалось сильным исполнением в остальной части альбома. Вклад Дженсена в альбом также был оценён положительно, что говорит о том, что продюсерская команда группы, назначая высококлассных музыкантов, ставит во главу угла качество музыки. Альбом также был охарактеризован как потенциальный успех и как концертный металл-альбом, и как поп-альбом.
В Японии альбом Live at Budokan: Red Night дебютировал на третьем месте в чарте Oricon Weekly Albums за неделю 19 января 2015 года, продав около 24 000 копий за первую неделю и заняв более высокое место в чарте, чем одноимённый дебютный альбом группы. Впервые за одиннадцать лет концертный альбом девичьей группы занял первые три места в чарте с момента выхода концертного альбома Twelve Girls Band Kiseki в 2003 году. Альбом также занял третье место в чарте Billboard Japan Hot Albums.
После международного цифрового релиза Live at Budokan: Red Night занял 21 место в чарте Heatseekers Albums в Соединённых Штатах, и номер 18 в чарте Independent Albums Breakers в Великобритании. Альбом также возглавил метал-чарты iTunes в США, Великобритании, Канаде и Германии.

### Список композиций
| №                   | Название                                           | Текст песни                              | Длительность |
| ------------------- | -------------------------------------------------- | ---------------------------------------- | ------------ |
| 1.                  | «Megitsune» (メギツネ)                             | Mk-metal Norimetal                       | 5:19         |
| 2.                  | «Doki Doki ☆ Morning» (ド・キ・ド・キ☆モーニング)  | Nakametal Norizō Motonari Murakawa       | 4:02         |
| 3.                  | «Gimme Chocolate!!» (ギミチョコ！！)               | Mk-metal Kxbxmetal Takeshi Ueda          | 3:58         |
| 4.                  | «Iine!» (いいね！)                                 | Nakata Caos Mish-Mosh                    | 4:15         |
| 5.                  | «Catch Me If You Can»                              | Edometal Narasaki                        | 5:54         |
| 6.                  | «Uki Uki ★ Midnight» (ウ・キ・ウ・キ★ミッドナイト) | Ryu-metal Fuji-metal Nakata Caos Team-K  | 3:29         |
| 7.                  | «Rondo of Nightmare» (悪夢の輪舞曲)                | Yuyoyuppe                                | 3:41         |
| 8.                  | «Onedari Daisakusen» (おねだり大作戦)              | Nakata Caos Ryu-metal Fuji-metal Team-K  | 3:37         |
| 9.                  | «Song 4» (4の歌)                                   | Black Babymetal                          | 6:00         |
| 10.                 | «Akatsuki» (紅月 -アカツキ-)                       | Nakametal Tsubometal                     | 5:31         |
| 11.                 | «Babymetal Death»                                  | Kitsune of Metal God                     | 5:51         |
| 12.                 | «Headbangeeeeerrrrr!!!!!» (ヘドバンギャー！！)     | Edometal Nakametal Narasaki              | 5:31         |
| 13.                 | «Ijime, Dame, Zettai» (イジメ、ダメ、ゼッタイ)     | Nakametal Tsubometal Kxbxmetal Takemetal | 8:58         |
| Общая длительность: | Общая длительность:                                | Общая длительность:                      | 66:06        |

### Персоналии
Описание взято из буклета Live at Budokan: Red Night.
- Su-metal (Судзука Накамото) — основной и бэк-вокал, танцы
- Yuimetal (Юи Мидзуно) — основной и бэк-вокал, танцы
- Moametal (Моа Кикути) — основной и бэк-вокал, танцы
- Тед Дженсен — мастеринг

### Чарты
| Чарт (2015—2021)                     | Наивысшая позиция |
| ------------------------------------ | ----------------- |
| Japanese Albums (Oricon)             | 3                 |
| Japanese Albums (Billboard)          | 3                 |
| UK Independent Albums Breakers (OCC) | 18                |
| US Heatseekers Albums (Billboard)    | 21                |
| US World Albums (Billboard)          | 3                 |

| Чарт (2015)              | Наивысшая позиция |
| ------------------------ | ----------------- |
| Japanese Albums (Oricon) | 2                 |

| Чарт (2015)              | Наивысшая позиция |
| ------------------------ | ----------------- |
| Japanese Albums (Oricon) | 13                |

### История релизов
| Регион   | Дата            | Формат               | Лейбл                                     | Издание(я)     | Каталог      | Прим.         |
| -------- | --------------- | -------------------- | ----------------------------------------- | -------------- | ------------ | ------------- |
| Мир      | 7 января 2015   | Цифровая дистрибуция | Amuse, Inc.                               | Стандартное    | н/д          | [ 37 ]        |
| Япония   | 7 января 2015   | CD                   | BMD Fox Records Toy's Factory Amuse, Inc. | Стандартное    | TFCC-86503   | [ 38 ]        |
| Япония   | 7 января 2015   | CD                   | BMD Fox Records Toy's Factory Amuse, Inc. | Лимитированное | TFCC-86502   | [ 39 ] [ 40 ] |
| Европа   | 30 октября 2015 | CD, DVD              | earMusic                                  | Лимитированное | EMU0210723   | [ 41 ]        |
| Европа   | 30 октября 2015 | Цифровая дистрибуция | earMusic                                  | Стандартное    | н/д          | [ 42 ]        |
| Япония   | 30 декабря 2015 | Стриминговые сервисы | Amuse, Inc.                               | Стандартное    | н/д          | [ 43 ]        |
| Тайвань  | 30 декабря 2015 | Стриминговые сервисы | Amuse, Inc.                               | Стандартное    | н/д          | [ 43 ]        |
| Гонконг  | 30 декабря 2015 | Стриминговые сервисы | Amuse, Inc.                               | Стандартное    | н/д          | [ 43 ]        |
| Сингапур | 30 декабря 2015 | Стриминговые сервисы | Amuse, Inc.                               | Стандартное    | н/д          | [ 43 ]        |
| Малайзия | 30 декабря 2015 | Стриминговые сервисы | Amuse, Inc.                               | Стандартное    | н/д          | [ 43 ]        |
| Япония   | 25 августа 2021 | LP                   | BMD Fox Records Toy's Factory Amuse, Inc. | Стандартное    | TFJC-38071/2 | [ 25 ]        |

## Budo-can
Budo-can — это эксклюзивный бокс-сет группы Babymetal. Он был выпущен 7 января 2015 года в Японии в ограниченном количестве для членов фан-клуба «The One» и содержал DVD или Blu-ray релиз Live at Budokan: Red Night & Black Night Apocalypse, а также эксклюзивный концертный альбом Live at Budokan: Black Night (стилизовано как LIVE AT BUDOKAN 〜BLACK NIGHT〜), который содержал аудиозаписи второго шоу в Ниппон Будокан, за исключением песен «Kimi to Anime Ga Mitai — Answer for Animation With You» и «No Rain, No Rainbow».
Live at Budokan: Black Night было переиздано 10 октября 2021 года как эксклюзив фан-клуба «The One» в виниловом формате.
| №                   | Название                                           | Текст песни                              | Длительность |
| ------------------- | -------------------------------------------------- | ---------------------------------------- | ------------ |
| 1.                  | «Babymetal Death»                                  | Kitsune of Metal God                     | 7:06         |
| 2.                  | «Iine!» (いいね！)                                 | Nakata Caos Mish-Mosh                    | 4:13         |
| 3.                  | «Onedari Daisakusen» (おねだり大作戦)              | Nakata Caos Ryu-metal Fuji-metal Team-K  | 3:23         |
| 4.                  | «Song 4» (4の歌)                                   | Black Babymetal                          | 5:54         |
| 5.                  | «Akatsuki» (紅月 -アカツキ-)                       | Nakametal Tsubometal                     | 5:35         |
| 6.                  | «Catch Me If You Can»                              | Edometal Narasaki                        | 5:55         |
| 7.                  | «Uki Uki ★ Midnight» (ウ・キ・ウ・キ★ミッドナイト) | Ryu-metal Fuji-metal Nakata Caos Team-K  | 3:40         |
| 8.                  | «Gimme Chocolate!!» (ギミチョコ！！)               | Mk-metal Kxbxmetal Takeshi Ueda          | 4:00         |
| 9.                  | «Mischiefs of Metal Gods» (Kami Band instrumental) |                                          | 3:21         |
| 10.                 | «Rondo of Nightmare» (悪夢の輪舞曲)                | Yuyoyuppe                                | 3:41         |
| 11.                 | «Megitsune» (メギツネ)                             | Mk-metal Norimetal                       | 5:22         |
| 12.                 | «Ijime, Dame, Zettai» (イジメ、ダメ、ゼッタイ)     | Nakametal Tsubometal Kxbxmetal Takemetal | 9:21         |
| 13.                 | «Doki Doki ☆ Morning» (ド・キ・ド・キ☆モーニング)  | Nakametal Norizō Motonari Murakawa       | 3:58         |
| 14.                 | «Headbangeeeeerrrrr!!!!!» (ヘドバンギャー！！)     | Edometal Nakametal Narasaki              | 6:32         |
| Общая длительность: | Общая длительность:                                | Общая длительность:                      | 72:01        |

## Комментарии
1. ↑  Выпущены в цифровом формате в виде отдельных шоу под названиями Live at Budokan: Red Night Apocalypse и Live at Budokan: Black Night Apocalypse, соответственно.